# Dana Snyder
Dana Snyder (Allentown, 14 novembre 1973) è un attore e comico statunitense.
È noto per essere l'interprete originale di Frullo in Aqua Teen Hunger Force, Granny Cuyler in Squidbillies e Baby Ball in Ballmastrz: 9009, facendo apparizioni ricorrenti in diverse opere del blocco televisivo Adult Swim di Cartoon Network. Inoltre ha prestato la voce in prodotti destinati a un pubblico giovanile tra cui Dr. Colosso ne I Thunderman di Nickelodeon e Gazpacho in Chowder - Scuola di cucina.

## Biografia
Dana Snyder è nato ad Allentown, in Pennsylvania, il 14 novembre 1973 ed è cresciuto a Las Vegas, in Nevada. Da piccolo, le sue più grandi influenze sono stati gli attori Don Rickles, Rip Taylor e Phil Silvers. Snyder si è laureato alla Las Vegas High School nel 1992 e si è diplomato con una laurea triennale presso il Conservatory of Theatre Arts della Webster University, nel Missouri, nel 1996.
Nell'agosto 2005 ha sposato Christine Snyder (nata Ciccone). La coppia ha anche una figlia nata nel giugno 2014.

### Carriera
Snyder è stato assunto inizialmente come doppiatore di Frullo in Aqua Teen Hunger Force, trasmesso dal blocco televisivo Adult Swim di Cartoon Network, durante un provino telefonico con il co-creatore Dave Willis. Ha continuato a doppiare altri personaggi come Gazpacho in Chowder - Scuola di cucina, il Dr. Wang in Minoriteam, Todd e Benny Lee in Code Monkeys, Baby Ball in Ballmastrz: 9009 e Granny Cuyler in Squidbillies. Snyder ha fornito la voce originale del koala Leonard ne I pinguini di Madagascar, oltre ad aver interpretato l'insegnante Mr. Baldwin nella serie Fish Hooks - Vita da pesci della Disney.
Ha interpretato Alistair in Boog & Elliot 3, Sam e Cold Fusion Reactor Dad nella webserie Suicide by Side e ha narrato un'altra webserie intitolata Sipes Stories per Adult Swim, che ha co-prodotto con Andy Sipes. Ha doppiato Dante Vita Magus nell'episodio Spiritello cattivello della quinta stagione di Adventure Time e il personaggio ricorrente McSweats in Pickle and Peanut di Disney XD. Snyder ha interpretato il Dr. Colosso nella serie televisiva I Thunderman di Nickelodeon, dove ha doppiato la sua forma da coniglio e interpretato la sua forma umana. Snyder ha prestato la voce anche a Graballa nella serie animata LEGO Star Wars: The Freemaker Adventures di Disney XD.
Dal 2021 interpreta GrandPat Stella in Lo show di Patrick Stella e il fantasma Scratch in The Ghost and Molly McGee.

## Filmografia

### Attore

#### Televisione
- E.R. - Medici in prima linea – serie televisiva, 1 episodio (2007)
- Saul of the Mole Men – serie televisiva, 20 episodi (2007)
- Brothers & Sisters - Segreti di famiglia – serie televisiva, 1 episodio (2007)
- Come on Over – serie televisiva, 3 episodi (2006-2007)
- Young Person's Guide to History – serie televisiva, 2 episodi (2008)
- Gypsy Crepes – corto televisivo (2008)
- Terror Phone – corto televisivo (2008)
- Provaci ancora Gary – serie televisiva, 1 episodio (2009)
- Terror Phone II: The Legend of Rakenstein – corto televisivo (2010)
- Terror Phone III: R3-D1AL3D – corto televisivo (2011)
- I Thunderman – serie televisiva, 91 episodi (2013-2018)
- Your Pretty Face Is Going to Hell – serie televisiva, 24 episodi (2013-2019)
- FUG Sweater – corto televisivo (2014)
- I fantasmi di casa Hathaway – serie televisiva, 1 episodio (2014)
- Gamers Mania – serie televisiva, 3 episodi (2016)
- Nicky, Ricky, Dicky & Dawn – serie televisiva, 1 episodio (2017)
- Fuga dalla biblioteca di Mr. Lemoncello – film TV (2017)
- Dope State – film TV (2019)

#### Cinema
- Stomp! Shout! Scream!, regia di Jay Wade Edwards (2005)
- If You Could Say It in Words, regia di Nicholas Gray (2008)
- Tug, regia di Abram Makowka (2010)
- Supercon, regia di Zak Knutson (2018)

### Doppiatore
- Aqua Teen Hunger Force – serie animata, 138 episodi (2000-2015)
- Sealab 2021 – serie animata, episodio 1x10 (2001)
- Side Effects – cortometraggio (2004)
- What Were You Thinking – cortometraggio (2005)
- Squidbillies – serie animata, 128 episodi (2005-2021)
- Robot Chicken – serie animata, 4 episodi (2006)
- Minoriteam – serie animata, 20 episodi (2006)
- Dante's Inferno – film (2007)
- Aqua Teen Hunger Force Colon Movie Film for Theaters – film (2007)
- Aqua Teen Hunger Force Zombie Ninja Pro-Am – videogioco (2007)
- Code Monkeys – serie animata, 24 episodi (2007-2008)
- Chowder - Scuola di cucina – serie animata, 43 episodi (2007-2010)
- Shirokishi monogatari: Inishie no kodô – videogioco (2008)
- Cheyenne Cinnamon and the Fantabulous Unicorn of Sugar Town Candy Fudge – film TV (2010)
- Boog & Elliot 3 – film TV (2010)
- Robotomy – serie animata, 10 episodi (2010-2011)
- Your Pretty Face Is Going to Hell – film TV (2011)
- Bob's Burgers – serie televisiva, 3 episodi (2013-2021)
- OK K.O.! – serie animata, 10 episodi (2017-2019)
- Benvenuti al Wayne – serie animata, 15 episodi (2017-2019)
- Ballmastrz: 9009 – serie animata, 20 episodi (2018-2020)
- 12 oz. Mouse – serie animata, 12 episodi (2018-2020)
- Paradise Police – serie animata, 30 episodi (2018-2021)
- Mao Mao e gli eroi leggendari – serie animata, 1 episodio (2019)
- ThunderCats Roar – serie animata, 20 episodi (2020)
- The Black Hole – corto televisivo (2021)
- Jellystone – serie animata, 7 episodi (2021)
- Adventure Time: Terre Lontane – serie animata, 1 episodio (2021)
- Lego Star Wars: Racconti spaventosi – corto televisivo (2021)
- Ollie & Scoops – serie animata, 1 episodio (2021)
- Aquaman: King of Atlantis – miniserie TV, 3 episodi (2021)
- Lo show di Patrick Stella – serie animata, 13 episodi (2021)
- Poorly Drawn Lines – serie animata, 3 episodi (2021)
- Hidden Dragon, regia di Boqing Tang e Xiaolan Zeng (2021)
- The Ghost and Molly McGee – serie animata, 16 episodi (2021-2022)
- Broken Karaoke – serie animata, 2 episodi (2021-2022)
- AquaDonk Side Pieces – serie animata, 6 episodi (2022)
- Farzar – serie animata, 10 episodi (2022)
- Chibiverse – serie animata, 2 episodi (2022)
- Your Pretty Face is Going to Hell: The Cartoon – serie animata, 8 episodi (2022)
- Yenor – episodio pilota (2023)
- Pastacolypse, regia di Matt Maiellaro (2023)
- Smiling Friends – serie animata, episodio 2x08 (2024)

## Doppiatori italiani
Nelle sue interpretazioni è stato doppiato da:
- Graziano Galoforo in I Thunderman, I Thunderman - Il ritorno
- Luigi Ferraro in Fuga dalla biblioteca di Mr. Lemoncello

Da doppiatore è sostituito da:
- Oliviero Dinelli in Fish Hooks - Vita da pesci (Mr. Baldwin)
- Graziano Galoforo in I Thunderman (Dr. Colosso)
- Claudio Ridolfo in Code Monkeys (Todd)
- Luigi Ferraro in Aqua Teen Hunger Force (Frullo)
- Nanni Baldini in I pinguini di Madagascar (Leonard), The Ghost and Molly McGee
- Simone Crisari in Justice League Action (Plastic Man)
- Simone Mori in Boog & Elliot 3 (Alystar)
- Andrea Mete in Epic Mickey 2: L'avventura di Topolino e Oswald (Gremlin viola)
- Leonardo Graziano in Paradise Police (Dusty Marlow)
- Renato Cortesi in Paradise Police (Stanley Hopson, 1ª voce)
- Gerolamo Alchieri in Paradise Police (Stanley Hopson, 2ª voce)
- Davide Lepore in Paradise Police (Thester)
- Andrea Lopez in Paradise Police (Anderson Cooper)
- Alessandro Budroni in Paradise Police (Pedro)
- Luca Graziani in Paradise Police (Ron Perlman, 2ª voce)
- Gianluca Solombrino in Pickle and Peanut (McSweats)
- Andrea Oldani in Benvenuti al Wayne (Wendell Wasserman)
- Stefano Onofri in The Venture Bros. (Alchemist)
- Vladimiro Conti in The Venture Bros. (Presidente Breyer)
- Pasquale Severino in Farzar (ragno gigante)
- Riccardo Scarafoni in Farzar (Bazarack)
- Gabriele Patriarca in Farzar (Principe Fichael)
- Gianluca Machelli in Scooby-Doo! e il fantasma rosso

## Premi e riconoscimenti
Behind the Voice Actors Awards
- 2013 - Nomination come miglior insieme vocale in un videogioco per Epic Mickey 2: L'avventura di Topolino e Oswald
- 2015 - Nomination come miglior insieme vocale in un film o speciale anime per Una lettera per Momo
- 2016 - Miglior voce maschile in uno speciale TV, Direct-to-video o cortometraggio teatrale per Batman Unlimited: Istinti animali